# Doyran Heights
Die Doyran Heights (englisch; bulgarisch Дойрански възвишения Dojranski waswischennija) sind ein in nord-südlicher Ausrichtung 30,8 km langes, 16,5 km breites und im Mount Tuck bis zu 3560 m hohes Gebirge im westantarktischen Ellsworthland. In der Sentinel Range des Ellsworthgebirges liegt es in den östlichen Ausläufern des Vinson- und des Craddock-Massivs. Der Thomas-Gletscher begrenzt es nach Süden und Südwesten, der Dater- und der Hansen-Gletscher nach Nordwesten und Norden sowie das Sikera Valley nach Osten. Nach Westen ist es über den Goreme Col mit dem Craddock-Massiv verbunden. Der Manole-Pass trennt es nach Norden vom Veregava Ridge, der Kostinbrod-Pass nach Nordosten von den Flowers Hills.
US-amerikanische Wissenschaftler kartierten das Gebirge 1988. Die bulgarische Kommission für Antarktische Geographische Namen benannte es 2011 nach Ortschaften im Nordosten und Süden Bulgariens.